# Henryk Glück
Henryk Glück (ur. 13 listopada 1881 w Krakowie, zm. 25 lutego 1929) – polski prawnik, urzędnik państwowy, dyplomata, żołnierz i przemysłowiec.

## Życiorys
Henryk Glück urodził się 13 listopada 1881 roku w Krakowie. Pierwsze lata życia spędził z rodziną w Bośni. W Krakowie ukończył studia prawnicze, po czym rozpoczął karierę zawodową, pracując w administracji. W czasie I wojny światowej został powołany do służby w armii austriackiej, a po jej zakończeniu wrócił do cywilnej pracy i w roku 1919 zatrudnił się w Ministerstwie Przemysłu i Handlu jako radca ministerialny. Wkrótce potem został radcą handlowym w poselstwie polskim w Berlinie. W 1921 roku został kierownikiem spółki „Polsko-Gdański Koncern Żelaza”, a trzy lata później mianowano go dyrektorem naczelnym będącej w bardzo złej sytuacji „Huty Pokój”. W krótkim czasie zdołał przekształcić firmę w jedną z najprężniejszych przedsiębiorstw na Górnym Śląsku. Wykorzystując chwilową koniunkturę, zdołał nakłonić akcjonariuszy do fuzji przedsiębiorstwa z „Hutą Baildona”, tworząc z „Huty Pokój” jeden z najpotężniejszych koncernów górniczo-hutniczych w Polsce.
Zmarł 25 lutego 1929 roku z powodu choroby serca i został pochowany na cmentarzu w Nowym Bytomiu.
Jego braćmi byli Aleksander i Władysław.